# Rhoptropus bradfieldi
Rhoptropus bradfieldi är en ödleart som beskrevs av  Hewitt 1935. Rhoptropus bradfieldi ingår i släktet Rhoptropus och familjen geckoödlor.

## Underarter
Arten delas in i följande underarter:
- R. b. diporus
- R. b. bradfieldi